# Swertia conaensis
Swertia conaensis är en gentianaväxtart som beskrevs av T.N. Ho och S.W.Liu. Swertia conaensis ingår i släktet Swertia och familjen gentianaväxter. Inga underarter finns listade i Catalogue of Life.